# Trojan Upsetter Box Set
A Trojan Upsetter Box Set egy három lemezes válogatás Lee "Scratch" Perry és a The Upsetters zenekar számaiból. 2002-ben adta ki a Trojan Records kiadó.

## Számok

### CD 1 –  Early Shots At Randy's & Dynamic Sounds (1968-1972)
1. The Bleechers – Check Him Out
2. Lee Perry & The Upsetters – Eight For Eight
3. The Mellotones – Uncle Charley
4. The Upsetters – Man From MI5
5. Dave Barker – Prisoner Of Love
6. The Upsetters – The Vampire
7. Busty Brown – King Of The Trombone
8. The Upsetters – One Punch
9. Upsetter Pilgrims – A Testimony
10. The Upsetters – Medical Operation
11. Lee Perry – Yakety Yak
12. The Upsetters – Clint Eastwood
13. Lee Perry – Sipreano
14. Dave Barker & The Upsetters – Tight Spot
15. Bob Marley & The Wailers – Put It On
16. The Upsetters – Put It On (Instrumental)
17. U Roy – Earthquake (Version)
18. The Upsetters – Popcorn
19. The Stingers – Give Me Power
20. The Addis Ababa Children – Well Dread Version 3
21. Junior Byles – Coming Again
22. Prince Django – Hot Tip
23. The Upsetters – Knock Three Times

### CD 2 – Collaborations with King Tubby & classics from the Black Ark (1973-1978)
1. Lee Perry & The Upsetters – Jungle Lion
2. Charlie Ace & Lee Perry – Cow Thief Shank
3. Jerry Lewis – Burning Wire
4. Lee Perry – Bathroom Shank
5. Lee Perry – Kentucky Shank
6. The Upsetters – Operation
7. Leo Graham – Want A Wine
8. Susan Cadogan – Fever
9. The Silvertones – Rejoice Jah Jah Children
10. Bunny Clarke – Move Out Of My Way
11. Carlton Jackson – History
12. Peter & Paul Lewis – Ethiopian Land
13. Eric Donaldson – Freedom Street
14. Junior Ainsworth – Thanks And Praise
15. Jah Lloyd – White Belly Rat
16. Danny Hensworth – Mr. Money Man
17. The Upsetters – Dub Money

### CD 3 – Late Black Ark mega-mixes & excessive post-Ark mayhem (1977-2001)
1. Lee Perry – City Too Hot
2. Twin Roots – Know Love
3. Sangie Davis & Lee Perry – Words
4. The Congos – Neckodeemus
5. Lee Perry – Introducing Myself
6. Lee Perry – I Am A Madman (12 Inch Mix)
7. Lee Perry – Time Marches On
8. Lee Perry – Exodus
9. Lee Perry – For Whom The Bell Tolls
10. Lee Perry – Evil Brain Rejecter

## Külső hivatkozások
- https://web.archive.org/web/20080420071703/http://www.roots-archives.com/release/3775
- http://www.savagejaw.co.uk/trojan/tjetd021.htm Archiválva 2007. december 11-i dátummal a Wayback Machine-ben